# 加茂村 (岡山県御津郡)
加茂村（かもそん）は、岡山県御津郡にあった村。現在の加賀郡吉備中央町の一部にあたる。

## 地理
旭川支流・宇甘川、その支流・加茂川流域に位置していた。

## 歴史
- 1889年（明治22年）6月1日、町村制の施行により、津高郡広面村、上賀茂村、下賀茂村が合併して村制施行し、加茂村が発足[1][2]。広面、上加茂、下加茂の3大字を編成[2]。
- 1900年（明治33年）4月1日、郡の統合により御津郡に所属[1][2]。
- 1922年（大正11年）上加茂の小作人が加茂村小作組合を結成し小作争議が発生し、1923年（大正12年）地主側は上加茂地主組合を結成し、話し合いの結果、同年限り小作料を減額することで決着した[2]。
- 1932年（昭和7年）4月1日、御津郡福山村、吉備郡菅谷村と合併し御津郡津賀村を新設して廃止された[1][2]。合併後、津賀村大字広面・上加茂・下加茂となる[2]。

### 地名の由来
加茂の旧称を襲用した。

## 産業
- 農業[2]

## 交通

### 乗合自動車
- 1922年（大正11年）金川 - 加茂間、加茂 - 高梁間に定期乗合自動車開通[2]。

## 教育
- 1908年（明治41年）加茂尋常小学校に高等科併設[2]。